# 姚安妮
姚安妮（藝名：洛暘，英文名：Annie，1988年4月7日—），台灣女性模特兒和演員，童星出身，曾經是我愛黑澀會的美眉，她的姊姊姚安琪也是一名演員。姚安妮文化大學休閒娛樂管理系畢業，2010年到澳洲過了大約一年的打工度假，也曾旅居香港，在港台接拍了不少平面，電視廣告，MV，更曾出現在歌唱節目超級偶像擔任踢館嘉賓。2013年7月和姊姊姚安琪在台北獨資經營餐酒館Come Here Bar至今。2018年電影「嫐」上映，同年用藝名「洛暘」擔任民視第一台「時來運轉」女主持人。目前身份為文化大學觀光研究所在職專班學生，也為Come Here Bar負責人，並持續的接拍平面等影視作品。

## 戲劇
- 1996年 華視 台灣靈異事件飾：婷婷
- 2013年 中天綜合台《PMAM》飾：面試官

## 電影
- 2010年 《實習大明星》
- 2013年 《72小時莎到你》
- 2018年 《嫐》

## 廣告
- 麥當勞銅板輕鬆點篇
- 麥當勞變色篇
- 麥當勞 Q2 Thematic篇
- 美加醫學能量寢具影片
- 伊利優酸乳
- 脆巧樂眼睛吃冰淇淋篇
- 波爾穀物蕎麥茶穀物篇
- 威寶電信最懂你篇

## 平面作品
- 台灣UNT彩妝
- 台灣蘿亞結婚精品婚紗照
- 凱洛琳婚紗
- 香港明報
- 靠得住衛生棉廣告
- 威寶最懂你篇平面
- 日系保養品廣邊